# Mano Film
Mano Film (ehemals Mano Produktion) ist eine Filmproduktionsfirma. Sie wurde 1987 von Anka Schmid, Agnes Barmettler und Rachel Schmid gegründet und hat mehrere Kinofilme produziert. Im Jahr 2001 wurde Anka Schmid alleinige Inhaberin. Die Produktionsfirma hat sich auf interdisziplinäre Film- und Kunstprojekte spezialisiert.

## Kinofilme und Kunstinstallationen
- 1989:	Techqua Ikachi, Land – Mein Leben (Kinodokumentarfilm)
- 1991:	Hinter verschlossenen Türen (Kinospielfilm, Koproduktion mit DFFB, Deutschland)
- 1994:	Magic Matterhorn (Kinodokumentarfilm, Koproduktion mit Insert Film, Solothurn, Schweiz)
- 1998: Little Sister (Episodenfilm, Koproduktion mit Thelma Film, Zürich, Schweiz)
- 1997:	Labyrinth-Projektionen (Kunstvideo)
- 2000:	Das Engadiner Wunder (Kurzfilm, Kunst-Installation)
- 2002:	Onoma (6 Kurzfilme für die Expo02)
- 2004:	Perpetuum Mobile (Experimentalvideo)
- 2006:	Found Footage I–XI (Kunstvideos, Installationen, Interventionen)
- 2008:	Hierig – Heutig (Kunst-Installation, Kurzfilm)
- 2010:	TV-Stube (Kunstvideo, Sofa)
- 2011:	Musée Bizarre (Museumsportrait)
- 2011: Mäusemuseum (Kurz-Dokumentation)
- 2011:	Wasserballett (Kunstvideo, Raum-Installation)
- 2012:	Marzili Badi (Experimentalfilm)
- 2013:	Fe-Male (Kurzfilm, Video-Installation)
- 2014:	Sophie tanzt trotzdem (Video-Installation)